# Municipio de Casselton
El municipio de Casselton (en inglés: Casselton Township) es un municipio ubicado en el condado de Cass en el estado estadounidense de Dakota del Norte. En el año 2010 tenía una población de 78 habitantes y una densidad poblacional de 0,89 personas por km².

## Geografía
El municipio de Casselton se encuentra ubicado en las coordenadas 46°56′9″N 97°14′32″O / 46.93583, -97.24222. Según la Oficina del Censo de los Estados Unidos, el municipio tiene una superficie total de 87.72 km², de la cual 87,72 km² corresponden a tierra firme y (0 %) 0 km² es agua.

## Demografía
Según el censo de 2010, había 78 personas residiendo en el municipio de Casselton. La densidad de población era de 0,89 hab./km². De los 78 habitantes, el municipio de Casselton estaba compuesto por el 100 % blancos. Del total de la población el 0 % eran hispanos o latinos de cualquier raza.